# Afonso Lopes Vieira
Afonso Lopes Vieira (Leiría, 26 de enero de 1878 - Lisboa, 25 de enero de 1946) fue un poeta portugués.

## Biografía
En 1884 se muda con su familia a Lisboa, ya que su padre trabajaba como abogado en esa ciudad. En 1895 concluye sus estudios secundarios y comienza la Universidad, donde estudia Derecho. En 1900 concluye sus estudios en la Universidad de Coímbra, durante este tiempo escribió en los periódicos literarios de la Universidad. En 1902 se casó con Helena Aboim y ejerció como redactor en la Cámara de Diputados, en Lisboa, desde ese momento hasta 1916.
Luego de esa fecha pasa a dedicarse por completo a la actividad literaria, publicando una gran cantidad de obras. Se lo asocia con la corriente de Renascença Portuguesa y como uno de los principales exponentes del Neogarrettismo.
Fallece en 1946.
Actualmente la Biblioteca Municipal de Leiría lleva su nombre. Su casa en São Pedro de Moel fue transformada en museo.

## Obra
Sus principales obras son de poesía, distinguiéndose por su estilo tradicionalista. También buscaba rescatar los valores más representativos del "ser nacional" portugués. Asimismo, los paisajes bucólicos de su ciudad natal se ven muchas veces reflejados en su obra.
En sus obras Em Demanda do Graal y Nova Demanda do Graal se recopilan una serie de conferencias dadas por el escritor.
- 1898 Para quê?.
- 1899 Naufrago-versos lusitanos.
- 1900 Auto da Sebenta.
- 1900 Elegia da Cabra.
- 1900 Meu Adeus.
- 1901 Ar Livre.
- 1903 O Poeta Saudade.
- 1904 Marques - História de um Peregrino.
- 1905 Poesias Escolhidas.
- 1905 O Encoberto.
- 1910 O Pão e as Rosas.
- 1910 Gil Vicente-Monólogo do Vaqueiro.
- 1911 O Povo e os Poetas Portugueses.
- 1911 Rosas Bravas.
- 1911 Auto da Barca do Inferno (adaptación).
- 1911 Os Animais Nossos Amigos.
- 1912 Canções do Vento e do Sol.
- 1912 Bartolomeu Marinheiro.
- 1913 Canto Infantil.
- 1913 O Soneto dos Tûmulos.
- 1914 Inês de Castro na Poesia e na Lenda.
- 1914 A Campanha Vicentina.
- 1915 A Poesia dos Painéis de S.Vicente.
- 1916 Poesias sobre as Cenas de Schumann.
- 1917 Autos de Gil Vicente.
- 1917 Canções de Saudade e de Amor.
- 1918 Ilhas de Bruma.
- 1920 Cancioneiro de Coimbra.
- 1920 Crisfal.
- 1922 Cantos Portugueses.
- 1922 Em Demanda do Graal.
- 1922 País Lilás, Desterro Azul.
- 1923 O Romance de Amadis.
- 1924 Da Reintegração dos Primitivos Portugueses.
- 1925 Diana.
- 1925 Ao Soldado Desconhecido.
- 1928 Os Versos de Afonso Lopes Vieira.
- 1929 Os Lusíadas.
- 1930 O Poema do Cid (traducción).
- 1930 O livro do Amor de João de Deus.
- 1931 Fátima.
- 1931 Poema da Oratória de Rui Coelho.
- 1932 Animais Nossos Amigos.
- 1932 Santo António.
- 1932 Lírica de Camões.
- 1935 Relatório e Contas da Minha Viagem a Angola.
- 1937 Églogas de Agora.
- 1938 Ao Povo de Lisboa.
- 1940 O Conto de Amadis de Portugal.
- 1940 Poesias de Francisco Rodrigues Lobo.
- 1940 A Paixão de Pedro o Cru.
- 1940 Onde a Terra se Acaba e o Mar Começa.
- 1941 O Carácter de Camões.
- 1942 Cartas de Soror Mariana (traducción).
- 1947 Nova Demanda do Graal.
- 1947 Branca Flor e Frei Malandro.